# Lochmaeotrochus oculeus
Lochmaeotrochus oculeus is een rifkoralensoort uit de familie van de Caryophylliidae. De wetenschappelijke naam van de soort en van het geslacht Lochmaeotrochus is voor het eerst geldig gepubliceerd in 1902 door Alfred William Alcock. De soort werd ontdekt tijdens de Siboga-expeditie in de Indonesische archipel (ongeveer 1 tot 5°S, 129 tot 132°E, tussen 411 en 487 m diepte).